# Alex Walsh
Alexandra Walsh (ur. 31 lipca 2001 w Nashville) – amerykańska pływaczka specjalizująca się w stylu zmiennym i grzbietowym, wicemistrzyni olimpijska i mistrzyni świata.

## Kariera
W 2019 roku na igrzyskach panamerykańskich w Limie zdobyła trzy złote medale. Indywidualnie zwyciężyła w konkurencjach 200 m stylem grzbietowym i 200 m stylem zmiennym, uzyskawszy odpowiednio czasy 2:08,30 i 2:11,24. Walsh wywalczyła także złoto w sztafecie 4 × 200 m stylem dowolnym. 
Dwa lata później podczas igrzysk olimpijskich w Tokio na dystansie 200 m stylem zmiennym była druga z czasem 2:08,65.
Na mistrzostwach świata w Budapeszcie w 2022 roku zwyciężyła w konkurencji 200 m stylem zmiennym, uzyskawszy czas 2:07,13. Złoto zdobyła także w sztafetach 4 × 200 m stylem dowolnym i 4 × 100 m stylem zmiennym.